# Рамос Виньолас, Альберт
Альберт Рамос Виньолас (исп. Albert Ramos Viñolas; род. 17 января 1988 года в Барселоне, Испания) — испанский профессиональный теннисист; победитель четырёх турниров ATP в одиночном разряде. 13 раз подряд (2011—2023) заканчивал год в топ-100 мирового рейтинга.

## Общая информация
Альберт — средний из трёх детей Гусмана Рамоса и Леонор Виньолас; его старшего брата зовут Эдуард, а младшую сестру — Анна.
Испанец в теннисе с пяти лет, придя на корт вместе с отцом, игравшим в теннис в выходные. Любимое покрытие — грунт, лучший удар — форхенд.

## Спортивная карьера

### Начало карьеры
Первые титулы на турнирах из серии «фьючерс» в одиночном и парном разряде Рамос выиграл в 2008 году. В марте 2009 года сумел победить ещё на одном турнире этой серии в одиночках, а в мае того же года отпраздновал победу ещё на двух «фьючерсах». В апреле 2010 года Альберт дебютировал в основной сетке турнира ATP. Произошло это на турнире в Барселоне, где он дошёл до третьего круга. В августе 2010 года он выиграл первый турнир из серии «челленджер» в Сан-Себастьяне, а в сентябре ему удалось выиграть ещё один «челленджер» в Севилье.
В мае 2011 года, пройдя квалификационный отбор, Рамос дебютировал в основной сетке турнира серии Большого шлема, сыграв на Открытом чемпионате Франции. На этом турнире он сумел дойти до второго раунда. В июне испанец выиграл «челленджер» в Милане и после этого впервые поднялся в топ-100 мирового рейтинга. На турнире в Умаге в июле 2011 года Рамос впервые дошёл до четвертьфинала на соревнованиях мирового тура. В августе он сумел защитить прошлогодний титул на «челленджере» в Сан-Себастьяне, а в сентябре сумел дойти до четвертьфинала турнира в Бухаресте.
Сезон 2012 года Рамос начал с четвертьфинала турнира в Дохе. В феврале он впервые преодолел эту стадию и прошёл в полуфинал на турнире в Сан-Паулу. В апреле Альберт улучшил своё достижение и смог выйти в финал турнира в Касабланке. В первом в карьере титульном матче АТП он проиграл Пабло Андухару со счётом 1-6, 6-7(5). В начале мая Рамос вышел в полуфинал ещё одного грунтового турнира в Эшториле. В июле Рамос дважды выходил в 1/4 финала — на турнирах в Бостаде и Гамбурге. По итогам 2012 года он уже входил в топ-50 одиночного рейтинга.

### 2013—2016 (первый титул в Мировом туре)

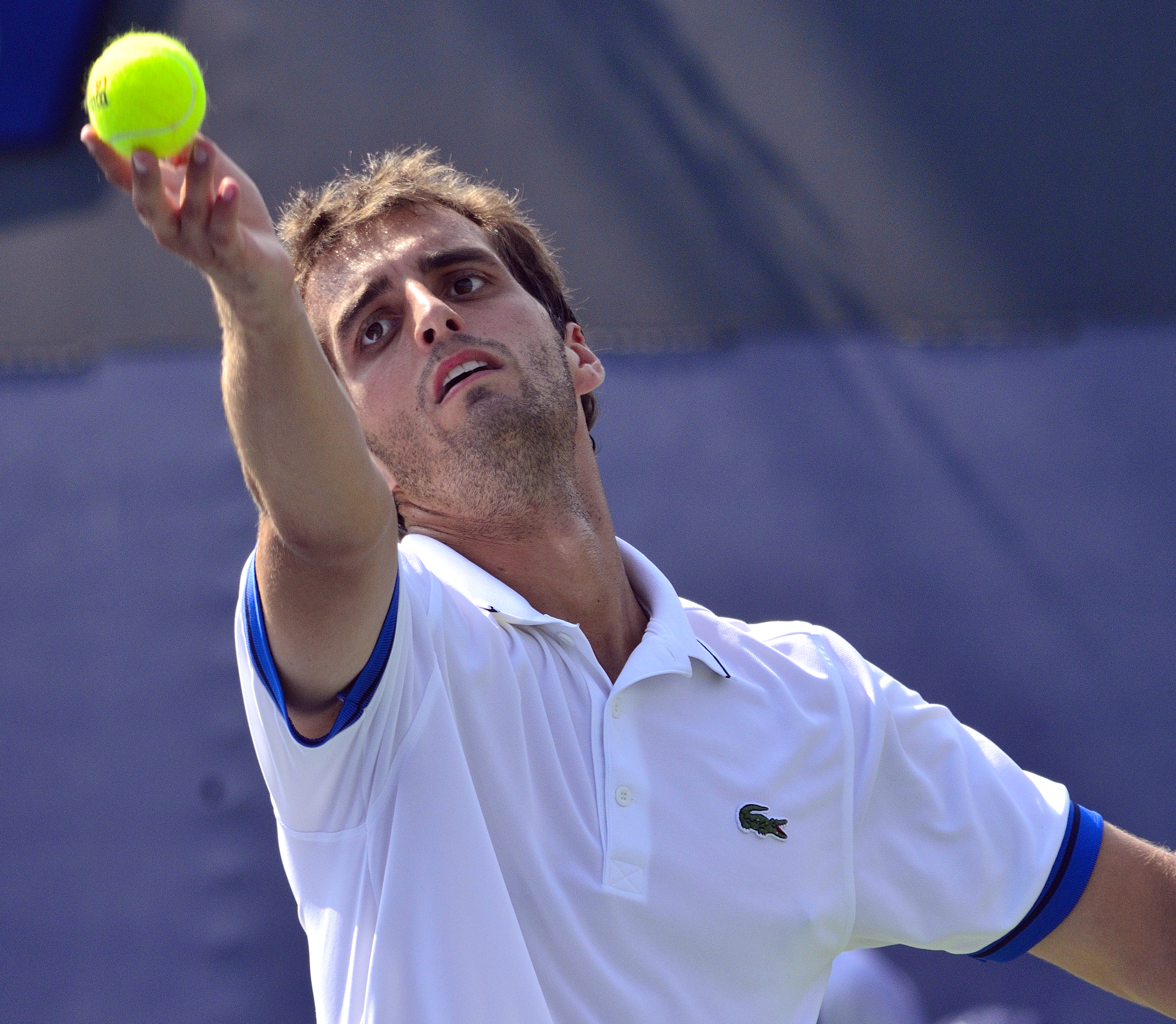
Рамос на Открытом чемпионате США в 2013 году

В начале февраля 2013 года Рамос дебютировал в составе сборной Испании в розыгрыше Кубка Дэвиса. После этого он сыграл на турнире в Винья-дель-Маре, где вышел в четвертьфинал. Ещё одного четвертьфинала в том месяце он достиг на турнире в Буэнос-Айресе. В марте на турнире серии мастерс в Майами Альберт вышел в стадию четвёртого раунда. В апреле он достиг четвертьфинала турнира в Барселоне. В июле Рамос вышел в четвертьфинал турнира в Бостаде, где к тому же смог сыграть в парном финале в дуэте с Карлосом Берлоком.
В 2014 году Рамос единственный раз добрался до четвертьфинала турнира АТП в феврале в Буэнос-Айресе. Серия неудачных результатов отразилась на рейтинге, в котором испанец по ходу сезона покидал пределы первой сотни. Выступая периодически в серии «челленджер» он сумел выиграть два титула на турнирах данного класса (в Милане и Генуе).
В январе 2015 года Рамос вышел в четвертьфинал турнира на харде в Окленде. Следующий раз в сезоне до этой стадии он добрался в июне на грунте в Женеве. В июле Рамос выиграл «челленджер» в Сан-Бенедетто-дель-Тронто. В октябре на турнире мастерс в Шанхае он выиграл самого сильного соперника в карьере на тот момент. Начав турнир с квалификации, в матче второго Альберт переиграл № 2 в мире Роджера Федерера со счётом 7-6(4), 2-6, 6-3.
В феврале 2016 года Рамос-Виньолас сыграл в полуфинале турнира в Кито. В мае он вышел в четвертьфинал в Стамбуле. На Открытом чемпионате Франции в том сезоне Рамос смог впервые выйти в четвертьфинал турнира Большого шлема. В четвёртом раунде для этого достижения он обыграл № 9 в мире Милоша Раонича (6-2, 6-4, 6-4). Неплохо для себя, Рамос сыграл и на Уимблдонском турнире, впервые пройдя здесь в третий раунд. В июле он смог выиграть и первый титул АТП. Произошло это важное событие для Рамоса на грунтовом турнире в Бостаде, где в решающий момент он обыграл соотечественника Фернандо Вердаско (6-3, 6-4). В августе Альберт Рамос впервые сыграл на Олимпийских играх, которые прошли в 2016 году в Рио-де-Жанейро. В первом же раунде он проиграл японцу Кэю Нисикори. В осенней части сезона лучшим достижением испанца стал выход в финал на турнире в Чэнду, в котором Рамос уступил россиянину Карену Хачанову — 7-6(4), 6-7(3), 3-6.

### 2017—2019 (финал в Монте-Карло)

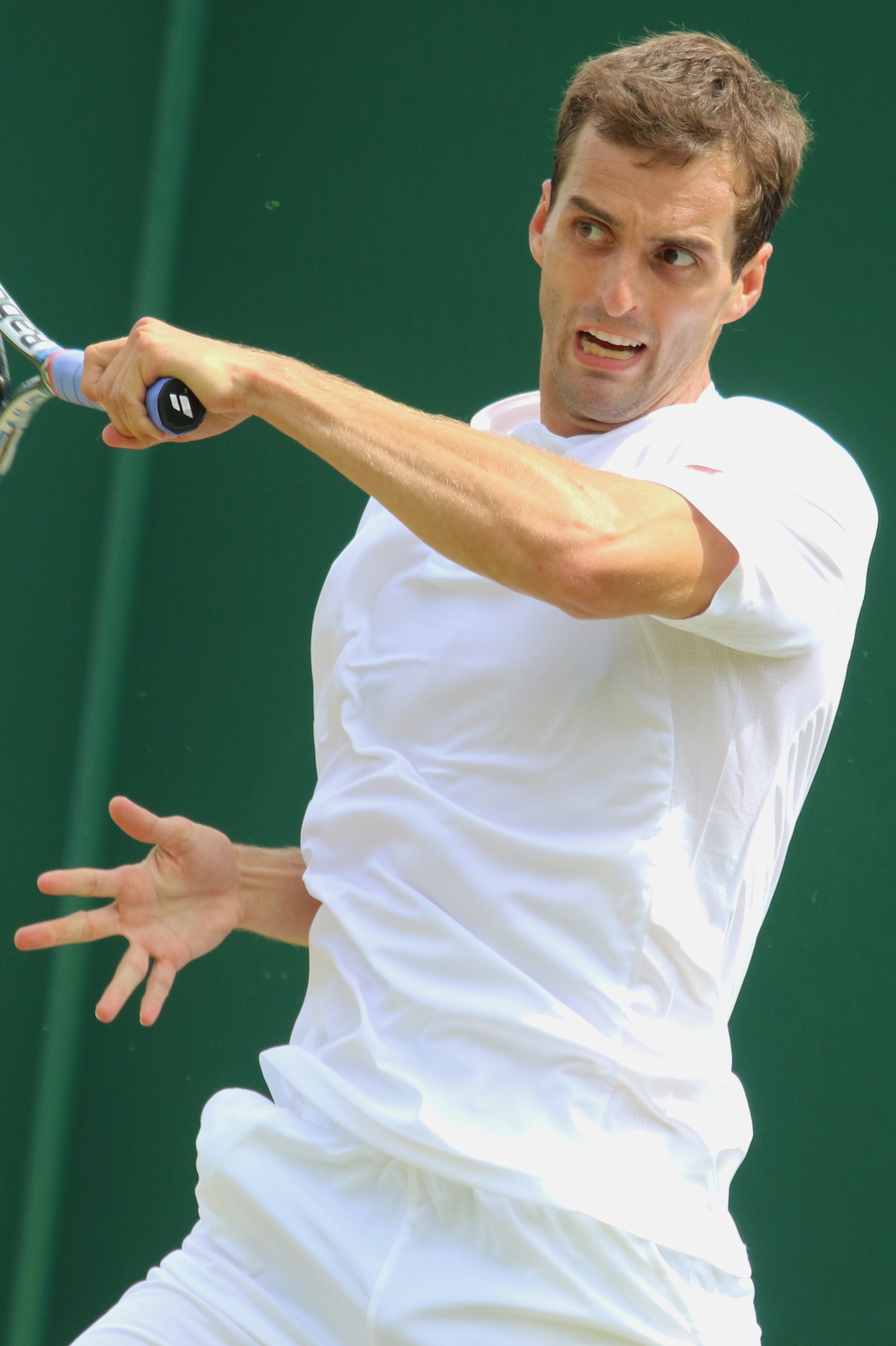
Рамос на Уимблдонском турнире 2017 года

В южноамериканской серии турниров в начале сезона 2017 года Рамос дважды выходил в полуфиналы (в феврале в Кито и Рио-де-Жанейро), а также достиг одного финала (в марте в Сан-Паулу), в котором проиграл Пабло Куэвасу — 7-6(3), 4-6, 4-6. Отлично выступил Рамос на апрельском Мастерсе в Монте-Карло. В третьем раунде он смог переиграть действующего первого номера в мире Энди Маррея — 2-6, 6-2, 7-5. Затем испанский теннисист выиграл № 8 в мире Марина Чилича, крепкого француза Люка Пуя и, таким образом, оказался в финале престижного турнира. В этом матче ему предстояло сразиться с многократным чемпионом Монте-Карло Рафаэлем Надалем. Рамос не смог оказать знаменитому земляку должного сопротивления и уступил со счётом 1-6, 3-6. Этот результат позволил Рамосу по окончании турнира впервые подняться в топ-20 мирового рейтинга.
После этого и до Ролан Гаррос 2017 года Рамос один раз дошёл до четвертьфинала — в апреле на турнире в Барселоне. На Большом шлеме в Париже он в свою очередь добрался до четвёртого раунда, где проиграл Новаку Джоковичу. На Уимблдоне Рамос второй год подряд вышел в третий раунд. В целом вторая часть сезона сложилась не столь успешно, как первая часть. Рамос два раза достигла четвертьфиналов: в июле в Бостаде и в октябре на мастерсе в Шанхае. Однако сезон все равно получился для него самым успешным на тот момент и по итогам года он занял 23-ю строчку рейтинга.
На Открытом чемпионате Австралии 2018 года Альберт Рамос впервые дошёл до третьего раунда, где проиграл Новаку Джоковичу. Это лучшее достижение испанца на кортах Мельбурна. В феврале он сыграл в финале турнира в Кито. В борьбе за титул Рамос уступил менее известному соотечественнику Роберто Карбальесу — 3-6, 6-4, 4-6. На Открытом чемпионате Франции 2018 в одиночном разряде испанец дошёл до третьего раунда, в котором уступил пятому сеянному Хуану Мартину Дель Потро.
В первой половине сезона 2019 года Рамос трижды выходил в четвертьфинал (в феврале в Буэнос-Айресе и Рио-де-Жанейро и в мае в Женеве). Более успешно он начал вторую часть сезона. В июле он вышел в полуфинал турнира в Бостаде, а на следующем турнире в Гштаде Рамос смог победить, завоевав свой второй в профессиональной карьере титул АТП. В решающем матче он нанёс поражение Цедрику-Марселю Штебе со счётом 6-3, 6-2. Через неделю Альберт вновь сыграл в финале — на турнире в Кицбюэле, но на этот раз он проиграл в борьбе за главный приз местному фавориту Доминику Тиму — 6-7(0), 1-6. В сентябре Рамосу удалось выйти в полуфинал на турнире в Чжухае. 

### 2020—2024 (3-й и 4-й титул в Туре)
В январе 2020 года Рамос вышел в четвертьфинал турнира в Аделаиде. Следующий раз в четвертьфинале он сыграл в феврале на турнире в Кордове, а в конце месяца вышел в полуфинал турнира в Сантьяго. После перерыва в сезоне сыграл на восьми турнирах, на которых выиграл только два матча, но вновь завершил сезон в топ-50.
В феврале 2021 года Рамос на грунтовом турнире в Кордове смог выйти в финал, в котором уступил Хуану Мануэлю Серундоло — 0-6, 6-2, 2-6. По ходу турнира он сыграл пять матчей, в которых потребовалось сыграть все три сета, а всеми его соперниками стали представители Аргентины, в том числе № 9 в мире Диего Шварцман, которого Рамос обыграл в 1/4 финала. На следующем аргентинском турнире в Буэнос-Айресе Рамос доиграл до полуфинала. Следующего полуфинала Рамос достиг в апреле на турнире в Марбелье. В начале мая 33-летний Рамос смог выиграть свой третий титул в основном туре. Он стал чемпионом турнира в Кашкайше, переиграв в финале британца Кэмерона Норри — 4-6, 6-3, 7-6. В июле Рамос смог выйти в полуфинал турнира в Умаге.
В феврале 2022 года Рамос выиграл четвёртый титул в Туре, став чемпионом турнира в Кордове. В решающем матче был обыгран чилиец Алехандро Табило — 4-6, 6-3, 6-4. В конце месяца он вышел в полуфинал на турнире в Сантьяго. В апреле до той же стадии удалось пройти на турнире в Кашкайше. В июле Рамос отметился двумя полуфиналами (в Гштаде и Кицбюэле).
В феврале 2023 года на турнире в Кордове Рамос вышел на защиту титула и смог доиграть до полуфинала. На турнире серии 500 в Рио-де-Жанейро он смог выйти в четвертьфинал. В июле Рамосу удалось выйти в финал турнира в Гштаде, где в борьбе за главный приз проиграл Педро Качину из Аргентины (6-3, 0-6, 5-7). К концу сезона из-за низкого рейтинга стал всё чаще выступать на менее статусных турнирах серии «челленджер».
В феврале 2024 года Рамос впервые с 2019 года Рамос покинул пределы топ-100. В июле выиграл «челленджер» в Италии.

## Рейтинг на конец года
| Год  | Одиночный рейтинг | Парный рейтинг |
| 2023 | 89                |                |
| 2022 | 39                | 330            |
| 2021 | 45                |                |
| 2020 | 46                | 503            |
| 2019 | 41                | 291            |
| 2018 | 65                | 277            |
| 2017 | 23                | 149            |
| 2016 | 27                | 583            |
| 2015 | 54                | 605            |
| 2014 | 63                |                |
| 2013 | 83                | 208            |
| 2012 | 50                | 350            |
| 2011 | 66                | 544            |
| 2010 | 123               | 493            |
| 2009 | 168               | 436            |
| 2008 | 449               | 611            |
| 2007 | 718               | 1111           |
| 2006 | 779               | 1476           |
| 2005 | 1231              |                |
| 2004 | 1463              |                |

## Выступления на турнирах

### Финалы турнировATPв одиночном разряде (12)

#### Победы (4)
| Легенда                     |
| --------------------------- |
| Турниры Большого шлема (0)* |
| Итоговый турнир ATP (0)     |
| Мастерс (0)                 |
| АТР 500 (0)                 |
| АТР 250 (4)                 |

| Титулы по покрытиям | Титулы по месту проведения матчей турнира |
| ------------------- | ----------------------------------------- |
| Хард (0)*           | Зал (0)                                   |
| Грунт (4)           | Зал (0)                                   |
| Трава (0)           | Открытый воздух (4)                       |
| Ковёр (0)           | Открытый воздух (4)                       |

* количество побед в одиночном разряде.
| №  | Дата           | Турнир              | Покрытие | Соперник в финале    | Счёт           |
| 1. | 17 июля 2016   | Бостад, Швеция      | Грунт    | Фернандо Вердаско    | 6-3 6-4        |
| 2. | 28 июля 2019   | Гштад, Швейцария    | Грунт    | Седрик-Марсель Штебе | 6-3 6-2        |
| 3. | 2 мая 2021     | Кашкайш, Португалия | Грунт    | Кэмерон Норри        | 4-6 6-3 7-6(3) |
| 4. | 6 февраля 2022 | Кордова, Аргентина  | Грунт    | Алехандро Табило     | 4-6 6-3 6-4    |

#### Поражения (8)
| №  | Дата            | Турнир              | Покрытие | Соперник в финале       | Счёт              |
| 1. | 15 апреля 2012  | Касабланка, Марокко | Грунт    | Пабло Андухар           | 1-6 6-7(5)        |
| 2. | 2 октября 2016  | Чэнду, Китай        | Хард     | Карен Хачанов           | 7-6(4) 6-7(3) 3-6 |
| 3. | 6 марта 2017    | Сан-Паулу, Бразилия | Грунт    | Пабло Куэвас            | 7-6(3) 4-6 4-6    |
| 4. | 23 апреля 2017  | Монте-Карло, Монако | Грунт    | Рафаэль Надаль          | 1-6 3-6           |
| 5. | 11 февраля 2018 | Кито, Эквадор       | Грунт    | Роберто Карбальес Баэна | 3-6 6-4 4-6       |
| 6. | 3 августа 2019  | Кицбюэль, Австрия   | Грунт    | Доминик Тим             | 6-7(0) 1-6        |
| 7. | 28 февраля 2021 | Кордова, Аргентина  | Грунт    | Хуан Мануэль Серундоло  | 0-6 6-2 2-6       |
| 8. | 23 июля 2023    | Гштад, Швейцария    | Грунт    | Педро Качин             | 6-3 0-6 5-7       |

### Финалы челленджеров и фьючерсов в одиночном разряде (20)

#### Победы (12)
| Условные обозначения |
| Челленджеры (8)*     |
| Фьючерсы (4+1)       |

| Титулы по покрытиям | Титулы по месту проведения матчей турнира |
| ------------------- | ----------------------------------------- |
| Хард (0)*           | Зал (0+1)                                 |
| Грунт (12+1)        | Зал (0+1)                                 |
| Трава (0)           | Открытый воздух (12)                      |
| Ковёр (0)           | Открытый воздух (12)                      |

* количество побед в одиночном разряде + количество побед в парном разряде.
| №   | Дата             | Турнир                            | Покрытие | Соперник в финале           | Счёт            |
| 1.  | 6 июля 2008      | Аликанте, Испания                 | Грунт    | Мунир Эль-Ареж              | 4-6 5-0 — отказ |
| 2.  | 15 марта 2009    | Бадалона, Испания                 | Грунт    | Роберто Баутиста Агут       | 6-4 6-4         |
| 3.  | 10 мая 2009      | Балагер, Испания                  | Грунт    | Хосе Антонио Санчес де Луна | 6-2 3-6 6-4     |
| 4.  | 17 мая 2009      | Льейда, Испания                   | Грунт    | Пабло Сантос Гонсалес       | 6-2 6-3         |
| 5.  | 22 августа 2010  | Доностия-Сан-Себастьян, Испания   | Грунт    | Бенуа Пер                   | 6-4 6-2         |
| 6.  | 11 сентября 2010 | Севилья, Испания                  | Грунт    | Пере Риба                   | 6-3 3-6 7-5     |
| 7.  | 19 июня 2011     | Милан, Италия                     | Грунт    | Евгений Королёв             | 6-4 3-0 — отказ |
| 8.  | 21 августа 2011  | Доностия-Сан-Себастьян, Испания   | Грунт    | Пере Риба                   | 6-1 6-2         |
| 9.  | 21 июня 2014     | Милан, Италия                     | Грунт    | Пере Риба                   | 6-3 7-5         |
| 10. | 7 сентября 2014  | Генуя, Италия                     | Грунт    | Мате Делич                  | 6-1 7-5         |
| 11. | 19 июля 2015     | Сан-Бенедетто-дель-Тронто, Италия | Грунт    | Алессандро Джанесси         | 6-2 6-4         |
| 12. | 7 июля 2024      | Модена, Италия                    | Грунт    | Федерико Арнабольди         | 6-4 3-6 6-2     |

#### Поражения (8)
| №  | Дата             | Турнир                          | Покрытие | Соперник в финале     | Счёт        |
| 1. | 24 июня 2006     | Санта-Крус-де-Тенерифе, Испания | Хард     | Адриан Маннарино      | 0-6 2-6     |
| 2. | 31 мая 2008      | Маспаломас, Испания             | Грунт    | Давид Диас Вентура    | 5-7 3-6     |
| 3. | 12 сентября 2009 | Севилья, Испания                | Грунт    | Пере Риба             | 6-7(2) 2-6  |
| 4. | 27 сентября 2009 | Палермо, Италия                 | Грунт    | Адриан Унгур          | 4-6 4-6     |
| 5. | 3 июля 2011      | Турин, Италия                   | Грунт    | Карлос Берлок         | 4-6 3-6     |
| 6. | 29 июня 2014     | Падуя, Италия                   | Грунт    | Максимо Гонсалес      | 3-6 4-6     |
| 7. | 14 сентября 2014 | Баня-Лука, Босния и Герцеговина | Грунт    | Виктор Троицки        | 5-7 6-4 5-7 |
| 8. | 27 сентября 2014 | Кенитра, Марокко                | Грунт    | Даниэль Химено Травер | 3-6 4-6     |

### Финалы турнировATPв парном разряде (1)

#### Поражения (1)
| №  | Дата         | Турнир         | Покрытие | Партнёр       | Соперники в финале          | Счёт           |
| 1. | 14 июля 2013 | Бостад, Швеция | Грунт    | Карлос Берлок | Николас Монро Симон Штадлер | 2-6 6-3 [3-10] |

### Финалы челленджеров и фьючерсов в парном разряде (5)

#### Победы (1)
| №  | Дата          | Турнир            | Покрытие    | Партнёр        | Соперники в финале               | Счёт    |
| 1. | 30 марта 2008 | Сарагоса, Испания | Грунт (зал) | Гильермо Оласо | Андони Виванко Гусман Руй Машаду | 6-3 6-4 |

#### Поражения (4)
| №  | Дата            | Турнир                          | Покрытие | Партнёр                 | Соперники в финале                      | Счёт              |
| 1. | 14 июля 2007    | Эльче, Испания                  | Грунт    | Георгий Руменов Паяков  | Мариано Альберт Феррандо Гильермо Оласо | 6-7(2) 7-6(5) 4-6 |
| 2. | 26 октября 2008 | Льянера, Испания                | Грунт    | Давид Канудас Фернандес | Майлз Армстронг Фотос Калльяс           | 3-6 1-6           |
| 3. | 15 августа 2009 | Виго, Испания                   | Грунт    | Педро Клар Россельо     | Тимо де Баккер Рамон Слёйтер            | 6-7(5) 2-6        |
| 4. | 23 августа 2009 | Доностия-Сан-Себастьян, Испания | Грунт    | Педро Клар Россельо     | Ромен Жуан Жонатан Эйссерик             | 5-7 3-6           |

### Финалы командных турниров (1)

#### Поражения (1)
| №  | Год  | Турнир    | Команда                                                                                   | Соперник в финале                                        | Счёт |
| 1. | 2022 | Кубок ATP | Испания · Р. Баутиста Агут, А. Давидович Фокина, П. Карреньо Буста, П. Мартинес, А. Рамос | Канада · С. Диес, Ф. Оже-Альяссим, Д. Шаповалов, Б. Шнур | 0-2  |

## История выступлений на турнирах
По состоянию на 28 ноября 2024 года
Для того, чтобы предотвратить неразбериху и удваивание счета, информация в этой таблице корректируется только по окончании турнира или по окончании участия там данного игрока.
| Турнир                       | 2010          | 2011          | 2012  | 2013          | 2014          | 2015          | 2016  | 2017          | 2018          | 2019          | 2020          | 2021          | 2022          | 2023          | 2024  | Итог   | В/П за карьеру |
| ---------------------------- | ------------- | ------------- | ----- | ------------- | ------------- | ------------- | ----- | ------------- | ------------- | ------------- | ------------- | ------------- | ------------- | ------------- | ----- | ------ | -------------- |
| Турниры Большого шлема       |               |               |       |               |               |               |       |               |               |               |               |               |               |               |       |        |                |
| Открытый чемпионат Австралии | К1            | -             | 1Р    | 1Р            | 1Р            | 1Р            | 2Р    | 1Р            | 3Р            | 1Р            | 1Р            | 1Р            | 1Р            | 1Р            | 1Р    | 0 / 13 | 3-13           |
| Открытый чемпионат Франции   | К2            | 2Р            | 1Р    | 1Р            | 1Р            | 1Р            | 1/4   | 4Р            | 3Р            | 1Р            | 2Р            | 1Р            | 2Р            | 1Р            | К1    | 0 / 13 | 12-13          |
| Уимблдонский турнир          | К1            | -             | 1Р    | 1Р            | -             | 2Р            | 3Р    | 3Р            | 1Р            | 1Р            | НП            | 1Р            | 1Р            | 1Р            | -     | 0 / 10 | 5-10           |
| Открытый чемпионат США       | -             | 1Р            | 2Р    | 1Р            | 1Р            | 1Р            | 2Р    | 2Р            | 1Р            | 1Р            | 1Р            | 2Р            | 2Р            | 1Р            | 1Р    | 0 / 14 | 5-14           |
| Итог                         | 0 / 0         | 0 / 2         | 0 / 4 | 0 / 4         | 0 / 3         | 0 / 4         | 0 / 4 | 0 / 4         | 0 / 4         | 0 / 4         | 0 / 3         | 0 / 4         | 0 / 4         | 0 / 4         | 0 / 2 | 0 / 50 |                |
| В/П в сезоне                 | 0-0           | 1-2           | 1-4   | 0-4           | 0-3           | 1-4           | 8-4   | 6-4           | 4-4           | 0-4           | 1-3           | 1-4           | 2-4           | 0-4           | 0-2   |        | 25-50          |
| Олимпийские игры             |               |               |       |               |               |               |       |               |               |               |               |               |               |               |       |        |                |
| Летняя олимпиада             | Не проводился | Не проводился | -     | Не проводился | Не проводился | Не проводился | 1Р    | Не проводился | Не проводился | Не проводился | Не проводился | -             | Не проводился | Не проводился | -     | 0 / 1  | 0-1            |
| Турниры Мастерс              |               |               |       |               |               |               |       |               |               |               |               |               |               |               |       |        |                |
| Индиан-Уэлс                  | -             | -             | 3Р    | 2Р            | -             | 3Р            | 3Р    | 3Р            | 2Р            | 3Р            | НП            | 3Р            | -             | 1Р            | -     | 0 / 9  | 12-9           |
| Майами                       | -             | -             | 3Р    | 4Р            | -             | 2Р            | 2Р    | 2Р            | -             | 3Р            | НП            | -             | 2Р            | 1Р            | -     | 0 / 8  | 9-8            |
| Монте-Карло                  | -             | К2            | 1Р    | 2Р            | 2Р            | 2Р            | 1Р    | Ф             | 2Р            | К2            | НП            | 1Р            | 3Р            | 1Р            | -     | 0 / 10 | 11-10          |
| Мадрид                       | -             | К1            | 1Р    | -             | 2Р            | 2Р            | 2Р    | 1Р            | 2Р            | 1Р            | НП            | 2Р            | 1Р            | 2Р            | 1Р    | 0 / 11 | 6-11           |
| Рим                          | -             | К2            | 1Р    | 2Р            | К2            | -             | 2Р    | 1Р            | 3Р            | 2Р            | 1Р            | -             | 1Р            | 2Р            | К1    | 0 / 9  | 6-9            |
| Монреаль/Торонто             | -             | -             | -     | К1            | -             | -             | -     | 1Р            | 1Р            | -             | НП            | 1Р            | 3Р            | -             | -     | 0 / 4  | 2-4            |
| Цинциннати                   | -             | -             | 1Р    | К1            | -             | -             | 1Р    | 3Р            | 1Р            | -             | -             | 2Р            | 1Р            | -             | -     | 0 / 6  | 3-6            |
| Шанхай                       | -             | 2Р            | 1Р    | -             | -             | 3Р            | 1Р    | 1/4           | 1Р            | 2Р            | Не проводился | Не проводился | Не проводился | -             | -     | 0 / 7  | 7-7            |
| Париж                        | К2            | К1            | 2Р    | К1            | К1            | К1            | 2Р    | 2Р            | К2            | К1            | 1Р            | 1Р            | 1Р            | -             | -     | 0 / 6  | 2-6            |
| Статистика за карьеру        |               |               |       |               |               |               |       |               |               |               |               |               |               |               |       |        |                |
| Проведено финалов            | 0             | 0             | 1     | 0             | 0             | 0             | 2     | 2             | 1             | 2             | 0             | 2             | 1             | 1             | 0     |        | 12             |
| Выиграно турниров            | 0             | 0             | 0     | 0             | 0             | 0             | 1     | 0             | 0             | 1             | 0             | 1             | 1             | 0             | 0     |        | 4              |
| В/П: всего                   | 2-4           | 13-16         | 25-30 | 20-23         | 13-20         | 16-23         | 34-31 | 34-31         | 21-28         | 30-24         | 9-14          | 24-25         | 25-27         | 12-26         | 3-9   |        | 281-331        |
| Σ % побед                    | 33 %          | 45 %          | 45 %  | 47 %          | 39 %          | 41 %          | 52 %  | 52 %          | 43 %          | 56 %          | 39 %          | 49 %          | 48 %          | 32 %          | 25 %  |        | 45,9 %         |

## Победы над теннисистами из топ-10
По состоянию на 1 июля 2024 года
| №    | Игрок          | Рейтинг | Турнир                     | Покрытие | Этап       | Счёт                   | Рейтинг Рамоса |
| 2015 | 2015           | 2015    | 2015                       | 2015     | 2015       | 2015                   | 2015           |
| ---- | -------------- | ------- | -------------------------- | -------- | ---------- | ---------------------- | -------------- |
| 1.   | Роджер Федерер | 2       | Шанхай, Китай              | Хард     | 2-й раунд  | 7-6(4), 2-6, 6-3       | 70             |
| 2016 |                |         |                            |          |            |                        |                |
| 2.   | Милош Раонич   | 9       | Открытый чемпионат Франции | Грунт    | 4-й раунд  | 6-2, 6-4, 6-4          | 55             |
| 3.   | Доминик Тим    | 10      | Чэнду, Китай               | Хард     | 1/4 финала | 6-1, 6-4               | 31             |
| 2017 |                |         |                            |          |            |                        |                |
| 4.   | Энди Маррей    | 1       | Монте Карло, Монако        | Грунт    | 3-й раунд  | 2-6, 6-2, 7-5          | 24             |
| 5.   | Марин Чилич    | 8       | Монте Карло, Монако        | Грунт    | 1/4 финала | 6-2, 6-7(5), 6-2       | 24             |
| 2018 |                |         |                            |          |            |                        |                |
| 6.   | Джон Изнер     | 9       | Рим, Италия                | Грунт    | 2-й раунд  | 6-7(5), 7-6(2), 7-6(5) | 41             |
| 2021 |                |         |                            |          |            |                        |                |
| 7.   | Диего Шварцман | 9       | Кордова, Аргентина         | Грунт    | 1/4 финала | 6-1, 4-6, 6-3          | 47             |
| 2022 |                |         |                            |          |            |                        |                |
| 8.   | Кэмерон Норри  | 10      | Монте-Карло, Монако        | Грунт    | 2-й раунд  | 6-4, 2-6, 6-4          | 37             |